# Štefan Chrtiansky (ur. 1989)
Štefan Chrtiansky Jr (ur. 17 sierpnia 1989 w Detvie) – słowacki siatkarz, reprezentant kraju, grający na pozycji przyjmującego. 
Jego ojciec Štefan Chrtiansky jest trenerem siatkarzem, a przeszłości był siatkarzem. Również siostra Monika uprawia zawodowo siatkówkę.

## Sukcesy klubowe
Puchar Austrii:
- 2008

MEVZA:
- 2009, 2012, 2015
- 2008, 2011, 2016, 2017

Mistrzostwo Austrii:
- 2009, 2010, 2011, 2012, 2015, 2016, 2017
- 2007, 2008

Klubowe Mistrzostwa Świata:
- 2012

Puchar Włoch:
- 2013

Mistrzostwo Włoch:
- 2013

## Sukcesy reprezentacyjne
Liga Europejska:
- 2011